# Pontes e Lacerda
Pontes e Lacerda este un oraș în Mato Grosso (MT), Brazilia.